# Alliopsis fractiseta
Alliopsis fractiseta är en tvåvingeart som först beskrevs av Stein 1908.  Alliopsis fractiseta ingår i släktet Alliopsis och familjen blomsterflugor. Arten är reproducerande i Sverige. Inga underarter finns listade i Catalogue of Life.